# Gräberfeld von Langeln

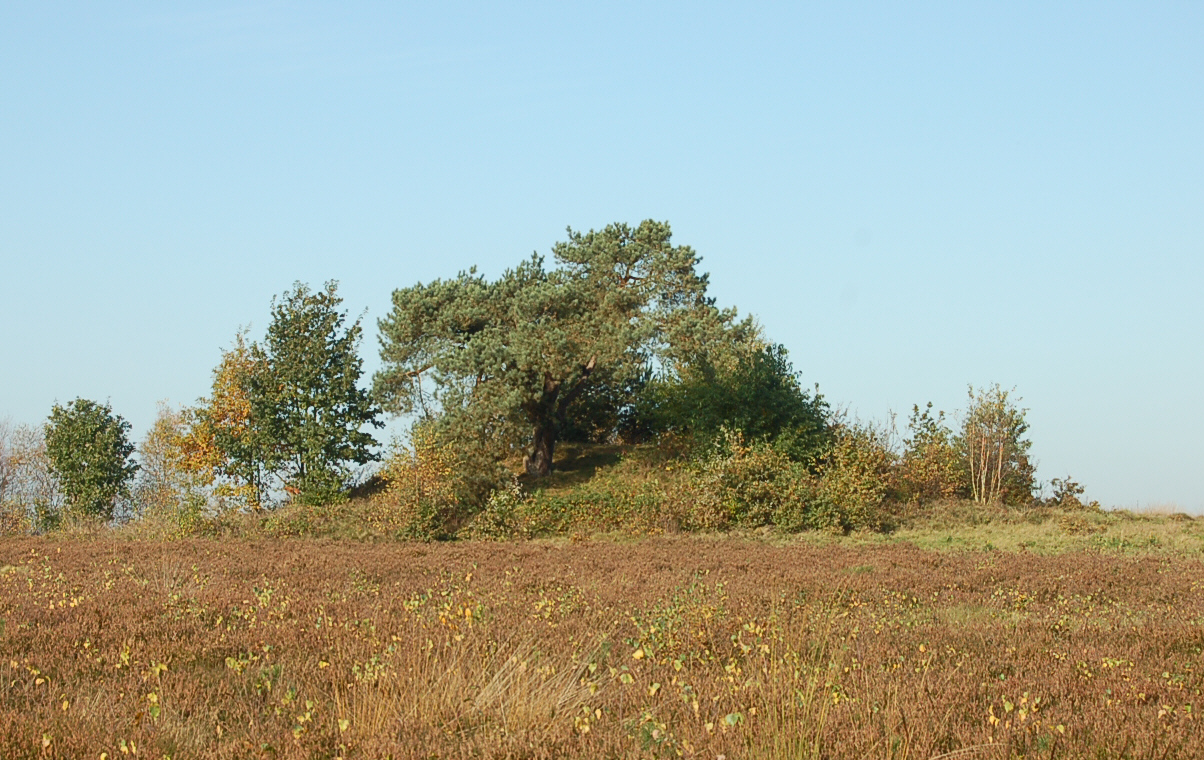
Das größte der vier erhaltenen Gräber

Beim  Gräberfeld von Langeln handelt es sich um vier Grabhügel auf dem Gebiet der Gemeinde Langeln im Kreis Pinneberg, Schleswig-Holstein, sie befinden sich am Vossmoor, etwa 800 Meter nördlich der Ortslage und sind als Bodendenkmal geschützt.

## Beschreibung
Von den einst sechs Grabhügeln sind noch vier erhalten. Sie stammen vermutlich aus der Bronzezeit (etwa 1600–500 v. Chr.). Der größte von ihnen hat einen Durchmesser von ca. 25 m und eine Höhe von ungefähr vier Meter. Er liegt, von der Straße aus gut sichtbar, auf einer Anhöhe und ist mit Heide und einigen Kiefern bewachsen. Die restlichen Grabhügel liegen etwas abseits der Straße und sind zum Teil nicht mehr vollständig erhalten.
Die Grabhügel sind vom Landesamt für Vor- und Frühgeschichte von Schleswig-Holstein (LVF) als Bodendenkmal unter Schutz gestellt worden.